# Minamoto no Yoriyoshi
Minamoto no Yoriyoshi (源頼義?) (998-1082) fue un líder del clan Minamoto durante el período Heian (siglo XI) japonés. Yoriyoshi tenía un gran poder de mando, el cual se destacó en la campaña que dirigió, junto a su hijo Minamoto no Yoshiie, contra las rebeliones del norte de Japón. Esta campaña fue llamada la Guerra Zenkunen y años más tarde continuó como la Guerra Gosannen. Su nombre de la infancia fue Odaimaru (王代丸).

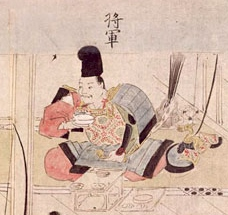

Yoriyoshi acompañó a su padre Minamoto no Yorinobu en sus misiones para defender el imperio y suprimir rebeliones y disturbios. Así fue como ganó un gran conocimiento sobre tácticas y estrategia militar. Peleó en la Guerra Zenkunen desde 1051 hasta, con algunos intervalos, 1073. Yoriyoshi fundó el Santuario Tsurugaoka Hachiman en Kamakura (Kamakura) el cual se convirtió, aproximadamente un siglo después, en el principal santuario del clan Minamoto cuando comenzaron el Shogunato Kamakura.